# Lucifer: Book of Angels Volume 10
Lucifer: Book of Angels, Volume 10 è un album in studio del gruppo musicale jazz d'avanguardia statunitense Bar Kokhba (una formazione alternativa dei Masada), contenente 10 delle 316 composizioni del compositore jazz statunitense John Zorn provenienti dal libro delle composizioni Book of Angels. Fu pubblicato il 9 dicembre 2007 dalla Tzadik Records.

## Tracce
Musiche di John Zorn.
1. Sother (209° composizione) – 5:58
2. Dalquiel (196° composizione) – 6:07
3. Zazel (283° composizione) – 3:22
4. Gediel (95° composizione) – 6:12
5. Rahal (96° composizione) – 3:49
6. Zechriel (83° composizione) – 7:54
7. Azbugah (258° composizione) – 3:02
8. Mehalalel (91° composizione) – 9:54
9. Quelamia (287° composizione) – 4:59
10. Abdiel (169° composizione) – 3:24

Durata totale: 54:41

## Formazione
- John Zorn – arrangiatore, direzione, produzione
- Mark Feldman – violino
- Erik Friedlander – violoncello
- Greg Cohen – basso di viola
- Marc Ribot – chitarra elettrica
- Joey Baron – batteria
- Cyro Baptista – percussioni